# LGV Rhin-Rhône
La LGV Rhin-Rhône (in italiano "Linea ad alta velocità Reno - Rodano") è una linea ferroviaria ad alta velocità francese che connette il corridoio LGV Sud-Est con la regione dell'Alsazia. Deve il suo nome al fatto che unisce le valli del Reno e del Rodano.
Si compone di tre tronchi:
- Tronco Est, lungo 190 km (di cui 140 in servizio dall'11 dicembre 2011), che collega Digione e Mulhouse;
- Tronco Ovest, in progetto (di cui è completo solo il bivio lungo la LGV Sud-Est), destinato a raccordare direttamente la linea con la LGV Sud-Est in direzione di Parigi;
- Tronco Sud, in progetto, una diramazione che collegherà Digione e Lione.

Lungo il tracciato serve anche le città di Besançon, Belfort e Montbéliard.

## Caratteristiche tecniche
Il tracciato attivo nel 2025 ammonta a 140 km.
La linea è interamente elettrificata con una tensione di 25 kV ad una frequenza di 50 Hz. Il tracciato è a doppio binario di scartamento standard (1435 mm). La linea è progettata per una velocità massima di 320 km/h.